# Harpochloa falx
Harpochloa falx là một loài thực vật có hoa trong họ Hòa thảo. Loài này được (L.f.) Kuntze mô tả khoa học đầu tiên năm 1891.